# Eugène Chaperon
Pour les articles homonymes, voir Chaperon.

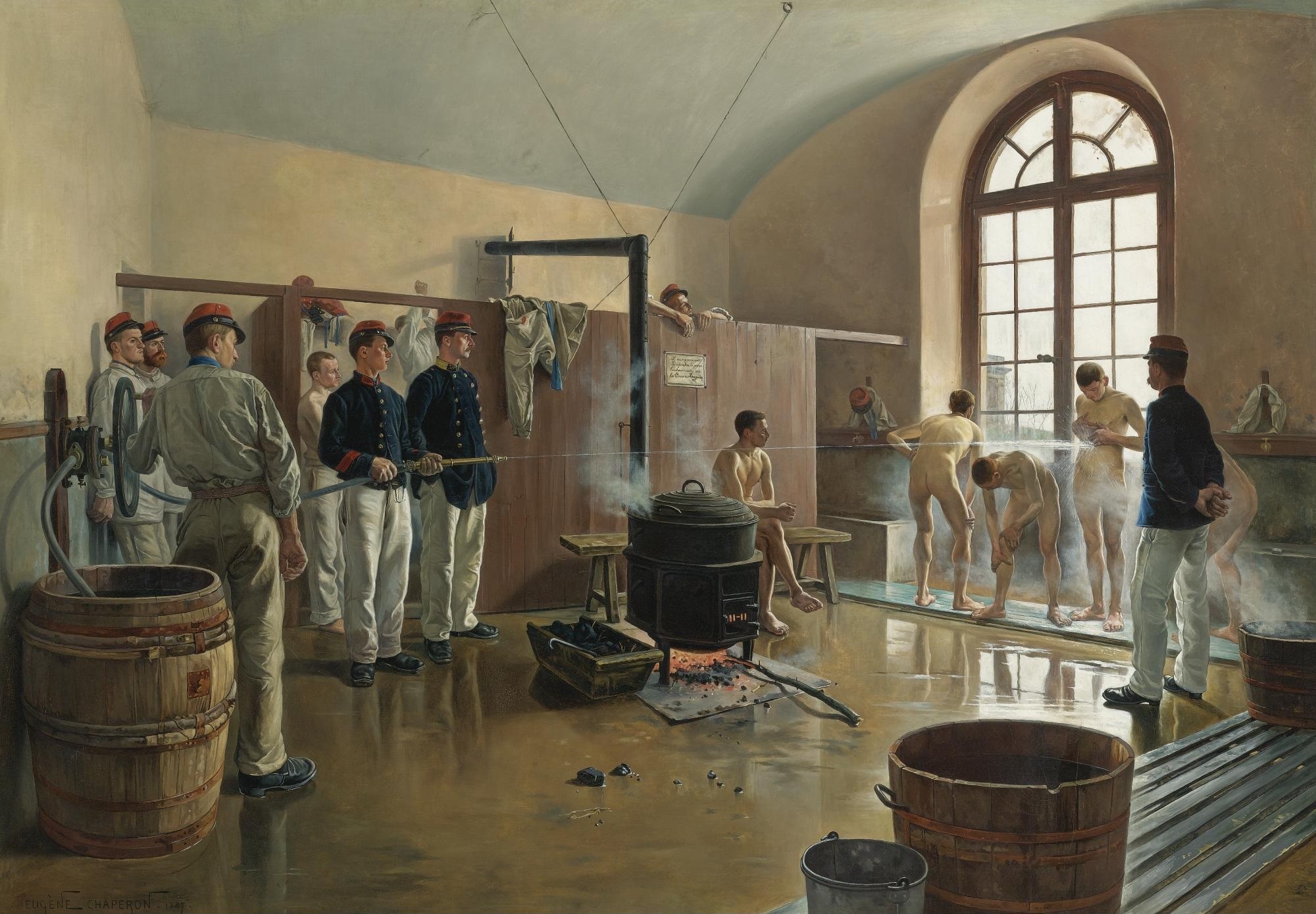
Eugène Chaperon, La douche au Régiment (1887)

Charles Eugène Chaperon, né à Paris le 7 février 1857 où il est mort le 27 décembre 1938, est un peintre et illustrateur français. 

## Biographie
Fils de Philippe Chaperon et frère d'Émile, élève d'Isidore Pils et de Édouard Detaille, il expose dès 1878 à la Société des artistes français dont il devient vice-président du Droit d'auteur au Salon des artistes français. Il se fait aussi remarquer dans de nombreuses galeries parisiennes tel chez Georges Petit et, en 1923, à l'Exposition des peintres militaires organisée rue de la Ville-l'Évêque. 
Un grand nombre de ses œuvres ont été acquises par des collections particulières. Par ailleurs, collaborateur à La Vie moderne, au Drapeau et au Monde illustré, il est célèbre pour ses reconstitutions de scènes 1830 avec diligences. 
Eugène Chaperon joue aussi, en parallèle, comme acteur amateur dans des pièces représentées au Théâtre de la Porte-Saint-Martin et au Théâtre de l'Ambigu, sous la direction de Coquelin cadet. 

## Publications
- Souvenirs d'une tête à l'huile
- Derrière les toiles, Mémoires

### Livres illustrés
- L'Album du soldat français, 1896
- La Légende de l'Aigle de Georges d'Esparbès
- Les Chants du soldat de Paul Déroulède, illustré avec Charles Morel, 1908

## Récompenses et distinctions
- Chevalier de la Légion d'honneur (29 janvier 1926)